# Georges Kling
Georges Kling (* 20. April 1900 in Dachstein; † 27. Juli 1962 in Mollkirch) war ein französischer Autorennfahrer.

## Karriere als Rennfahrer
Georges Kling startete 1926 beim vierten 24-Stunden-Rennen von Le Mans der Motorsportgeschichte. Teampartner im Werks-Ravel 9CV war sein Landsmann Pierre Rey. Da das Duo die vorgeschriebene Mindestdistanz für das erste Rennviertel nicht erreichte, wurde das Fahrzeug noch während des Rennens disqualifiziert.

## Statistik

### Le-Mans-Ergebnisse
| Jahr | Team                       | Fahrzeug  | Teamkollege | Platzierung     | Ausfallgrund |
| ---- | -------------------------- | --------- | ----------- | --------------- | ------------ |
| 1926 | Automobiles Louis Ravel SA | Ravel 9CV | Pierre Rey  | Disqualifiziert |              |